# 尼尔斯·玻尔
尼尔斯·亨里克·达维德·玻尔（丹麥語：Niels Henrik David Bohr，1885年10月7日—1962年11月18日），一译尼尔斯·博尔，丹麦物理学家，1922年因“他對原子結構以及從原子發射出的輻射的研究”而榮获诺贝尔物理学奖。
玻尔發展出原子的玻尔模型。这一模型利用量子化的概念來合理地解释了氢原子的光谱。他还提出量子力学中的互补原理。20世纪20年代至30年代间量子力学及相关课题研究者的活动中心，哥本哈根大学的理论物理研究所（现名尼尔斯·玻尔研究所），也是由玻尔在1921年创办的。
20世纪30年代，玻尔积极帮助来自纳粹德国的流亡者。在纳粹德国占领丹麥后，玻尔与主持德国核武器开发计划的海森堡进行了一次著名会談。他在得知可能被德国人逮捕后，经由瑞典流亡至英国，並於該國参与了合金管工程。這是英国在曼哈顿计划中承擔的任務。战后，他呼吁各国就和平利用核能进行合作。他参与了欧洲核子研究组织及丹麦原子能委员会里瑟研究部的创建，并于1957年成为北欧理论物理研究所的首任主席。为纪念玻尔，国际纯粹与应用化学联合会决定以他的名字命名107号元素，𨨏。

## 早年

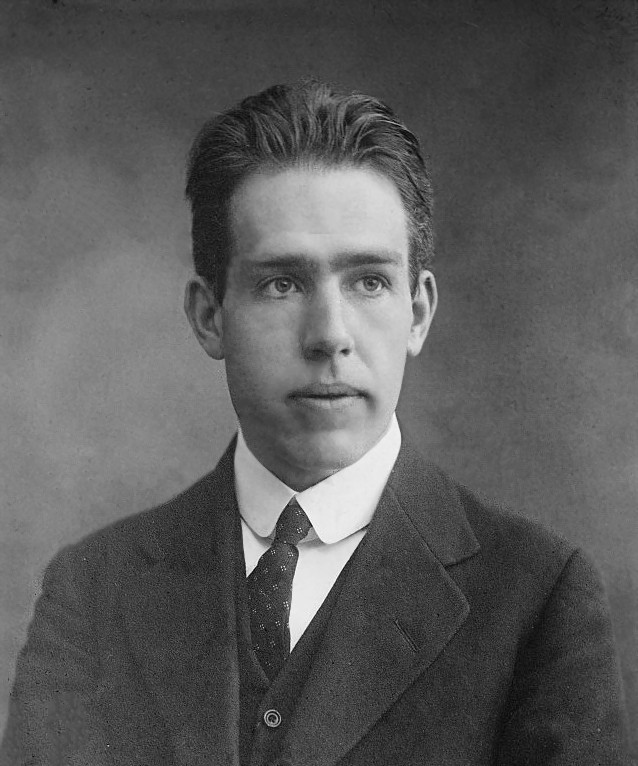
青年时代的尼尔斯·玻尔

尼尔斯·玻尔1885年10月7日生于丹麦哥本哈根。父亲克里斯蒂安·玻尔是哥本哈根大学生理学教授。母亲埃伦·阿德勒·玻尔出身于一个在银行业和政界都声名显赫的犹太富商家族。姐姐珍妮后来成为一位教师。弟弟哈拉尔则成为一位数学家。哈拉尔还曾是丹麦国家足球队的成员，并代表丹麦参加了1908年夏季奥运会的足球比赛。尼尔斯也非常喜欢足球，并与弟弟一起曾为哥本哈根的学院足球俱乐部出场了几次比赛，司职守门员。
玻尔七岁起开始在伽末尔霍姆拉丁语学校学习，除了丹麦语写作之外，他的绝大部分科目都成績優異。他在这一时期也已展示出对于物理学的热忱。1903年，他進入哥本哈根大学学习物理。他的导师是该所大学当时唯一的物理学教授克里斯蒂安·克里斯蒂安森。玻尔还在托瓦爾·N·蒂勒教授的指导下学习了天文学与数学，并跟随父亲的好友哈拉尔·许夫定教授学习哲学。
丹麦皇家科学院1905年举办了一場物理論文竞賽。題目是研究瑞利男爵在1879年提出的一种测量液体表面张力的方法：依据测量水射流的流速、截面面積與半径振动频率去估算其表面張力。由于哥本哈根大学当时没有物理实验室，玻尔只得在父亲的实验室进行一系列实验。为了完成实验，他还自行製作了截面为特定椭圆的玻璃试管。他最终的成果超过了原来設定的要求。他對於瑞利勋爵的理论與方法加以改善，提出了一種考虑到水的黏性的测量方法。而且他的方法不但能處理无限小振幅振动的案例，還能處理有限振幅振动的案例。他的论文尽管是在临近截止期限前幾分鐘提交的，但还是為他贏得了金牌。后来，他又将這篇论文加以改進，然後送交英国皇家学会，并在《自然科学会报》发表。
玻尔在这一时期经由许夫定接触到丹麦哲学家索伦·奥贝·克尔凯郭尔的著作，并且曾经将克氏的著作送给弟弟作为生日礼物。玻尔非常欣赏克氏的语言及行文风格，但他曾亲口承认不太赞同克氏的一些观点。这可能是克氏在其著作中宣扬的基督教教义与玻尔的无神论观点相抵触。
克氏对于玻尔到底产生了多大程度的影响仍然存在争议。一些传记作者认为克氏对于玻尔的影响非常小，他們相信玻尔对于克氏的反对言论是发自真心的。另外一些传记作者则认为玻尔虽然不能接受克氏哲学的具体内容，但仍认同其总體的前提及架构。
1909年4月，玻尔的弟弟比他早九個月获得數學硕士学位。当时學生的学位论文题目只能由论文导师给定，而玻尔的论文导师克里斯蒂安森所給的题目是金属的电子理论。玻尔后来又将他的硕士学位论文进一步發揮與擴充成其博士学位论文，在检索相关文獻后，决定采用金属电子理论模型。这一模型是由保罗·德鲁德提出，後來又经亨德里克·洛伦兹詳細闡述，而模型中金属的电子性质与气体分子类似。玻尔將洛伦兹的模型加以延伸，假定電子與離子之間的作用力与它们之间距離的n次方成反比，其中n為任意實數。玻尔雖然通过這一假定推導出了較好結果，但仍不能對於湯姆孫效應、霍尔效应等现象給出合理解釋。因此他推斷，經典电子理论并不能解释金属的磁性质。他個人認為這是一種量子效應。這篇学位论文1911年4月被接受。他在5月13日进行了论文的正式答辩。玻尔在博士论文中所做的工作虽然具有一定突破性，但由于是以丹麦语写成的，因而并没有引起北欧以外的学者的關注。1921年，荷兰物理学家亨德莉卡·约翰娜·范莱文独立地推导出了相同的結果。後世的物理学家因而稱这一金屬的磁性質理论為玻尔-范莱文定理。

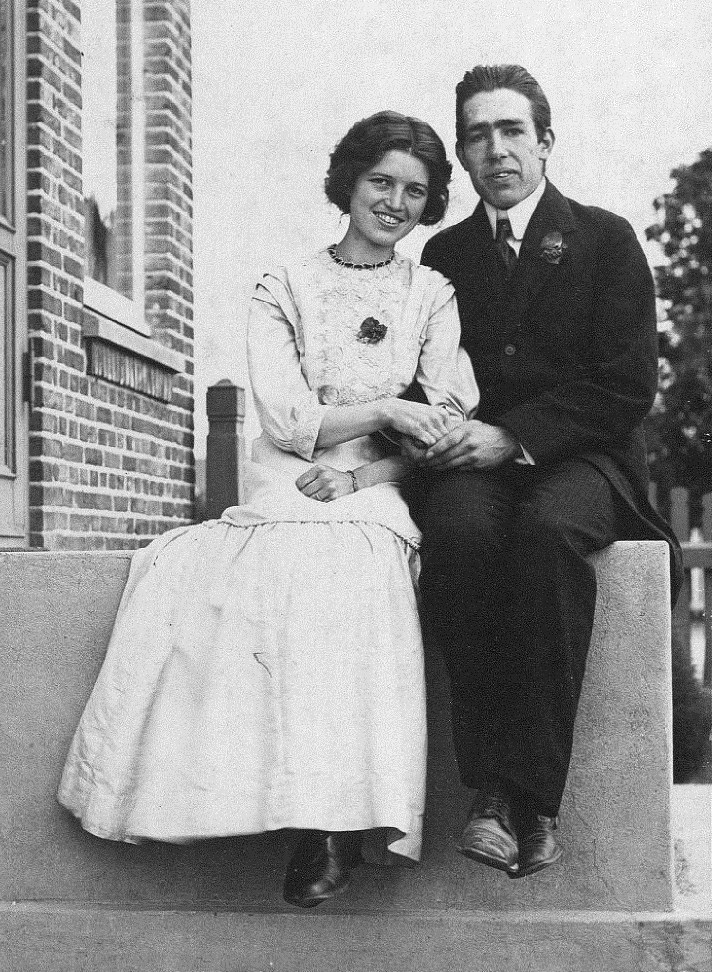
玻尔夫妇在订婚仪式上的留影

1910年，玻尔结识了玛格丽特·内隆德（Margrethe Nørlund），她是数学家尼尔斯·埃里克·内隆德的妹妹。1912年8月1日，二人在斯勞厄爾瑟市政大厅举行结婚仪式。玻尔於婚前退出丹麦教会，他弟弟哈拉尔也在结婚前離開教会。尼尔斯和玛格丽特伉俪情深。二人共育有6个儿子。长子克里斯蒂安1934年死于船难，幼子哈拉尔因脑膜炎早夭。奥格继承玻尔的衣钵研究物理，并获得了1975年的诺贝尔物理学奖。汉斯、埃里克与欧内斯特则分别成为内科医生、化学工程师及律师。欧内斯特还像他的叔叔那样代表丹麦参加1948年伦敦奥运会的草地曲棍球项目的比赛。

## 二战前的工作

### 玻尔模型

氢原子的玻尔模型。一个带负电的电子被限制在原子轨道上绕着一个体积非常小的带正电的原子核转动。电子在轨道间跃迁时会放出或吸收一定量的电磁辐射。

20世紀初期，關於原子及分子模型构造的理论研究绝大部分是在英格兰完成的。1911年，玻尔獲得了卡爾斯伯格基金會的獎學金，成為剑桥大学卡文迪许实验室博士後，跟隨实验室主任约瑟夫·汤姆孙进行研究。按照湯氏的建議，玻爾做了一些有关阴极射线的研究，但並未獲得實質結果。玻爾熟讀湯姆孙的著作，知道其計算在某處有瑕疵，並當面毫不諱言地指出了這些瑕疵。汤姆孙在物理学方面造诣颇深，并且在教育后进方面也是相当热忱，但忙于实验室的种种事务，因而无暇顾及玻爾的工作。而卡文迪许实验室一些看来较有突破性的研究計劃對於玻爾而言並不是那么有吸引力。
1911年底，玻爾在曼彻斯特拜訪父親的友人時，遇到曼彻斯特维多利亚大学教授欧内斯特·卢瑟福。曼彻斯特维多利亚大学的物理系当时在諾貝爾獎得主卢瑟福的努力經營下已成為全世界一流的放射現象研究實驗中心。卢瑟福在那年年中提出了原子結構的卢瑟福模型，这一模型與汤姆孙1904年提出的梅子布丁模型相比有较大的改进。玻爾透露很想去曼彻斯特维多利亚大学做博士后研究放射現象，卢瑟福表示歡迎，但需要獲得汤姆孙的首肯。經過一系列程序後，玻爾於翌年年初轉到曼彻斯特维多利亚大学做博士后研究。在那裏，他结识了乔治·德海韦西以及被他稱為“真正的达尔文子孙”的查尔斯·高尔顿·达尔文。
1912年8月，玻尔与玛格丽特·内隆德在丹麦完婚。婚礼仪式后，二人环游英格兰和苏格兰度蜜月。回国后，玻尔受聘为哥本哈根大学的无俸讲师，讲授热力学。1913年7月，在马丁·克努森的引荐下，玻尔擢升为讲师。玻尔从那时开始負責給医学生講授物理。同年，他的三篇著名论文相继发表在 《哲学杂志》该年的7月号，9月号以及11月号上。在這三篇後來被人們称為“三部曲”的論文中，玻尔将马克斯·普朗克所提出的量子理论运用于卢瑟福所提出的模型，构建了具有突破性的玻尔模型。他在第一篇論文中利用玻爾模型分析了氫原子，在第二篇論文中論述了其它原子結構與週期表，在第三篇論文中探讨了分子結構。
行星模型并不是一种新的构想，但玻尔为构造模型所提出的假设却可称承先啟後、充滿創意。达尔文曾於1912年探讨電子在α粒子与原子核的相互作用中所扮演的角色。玻尔以达尔文的理论为起点。他进一步明确了原子外层的电子的运动特点，并提出每种元素化学性质在很大程度上取决于外层电子的数量。他还引入一個重要概念，即电子自高能轨道躍遷到低能轨道的过程是以釋出能量量子的方式完成。这一点后来成为旧量子论的基礎。

20世纪上半叶原子模型的演进，自左至右依次是：梅子布丁模型，卢瑟福模型，玻尔模型，电子云模型。

约翰·巴耳末於1885年提出描述氢原子光谱中可见光谱线的巴耳末公式：
{\displaystyle {\frac {1}{\lambda }}=R_{\mathrm {H} }\left({\frac {1}{2^{2}}}-{\frac {1}{n^{2}}}\right)\quad n=3,4,5,...}
式中{\displaystyle {\lambda }}是吸收或辐射出的光的波长，{\displaystyle R_{\mathrm {H} }}为里德伯常数。后来做實驗发现的谱线证实了这一公式。但在1885年后近三十年的时间裏，巴耳末公式一直只是一条唯象公式。并没有人能说清它的理论原理。玻尔在他的三部曲中的第一部曲裏，利用他的模型推導出里德伯常数：
{\displaystyle R_{Z}={2\pi ^{2}m_{e}Z^{2}e^{4} \over h^{3}}}
式中{\displaystyle m_{e}}为电子质量，{\displaystyle e}为其所带电荷量，{\displaystyle h}是普朗克常数，{\displaystyle Z}为原子序数（对于氢原子来说，其则为1），{\displaystyle R_{1}}就是里德伯常数。
玻尔模型所面临的第一个考验是皮克林线系。这一线系的谱线波长并不符合巴耳末公式。当阿尔弗雷德·福勒向其提出这一问题时，玻尔给出的回应是这些谱线是由氦离子产生的，而非氢原子。玻尔模型适用于这种离子。老一辈物理学家，像汤姆孙、瑞利勋爵以及亨德里克·洛伦兹，并不能接受玻尔的三部曲。但是新一代的物理学家，像卢瑟福、大卫·希尔伯特、阿尔伯特·爱因斯坦、马克斯·玻恩以及阿诺·索末菲，却将它们视为一项具有突破性的研究。玻尔模型能解释当时其他模型所不能解释的现象，并且预测了一些之后透過实验证实的结果，因此之后得到科学界普遍接受。它虽然现在已由其他模型取代，但仍是原子最为有名的理论模型之一，经常出现在中学教科书中。
玻尔对于担任博士生讲师并不满意，这令他沒有足夠的時間與資源做研究。他打算接受卢瑟福的邀请，回到曼彻斯特填补达尔文留下的讲师职缺。他在向哥本哈根大学请假后，与弟弟哈拉尔和姨母汉娜·阿德勒启程前往蒂罗尔度假。途中，他拜访了哥廷根大学及路德维希-马克西米利安-慕尼黑大学，在那里他结识了索末菲，并举行了關於三部曲的讨论班。當玻尔一行人在蒂罗尔度假时，第一次世界大战爆发，这使他们的归途变得异常艰难。1914年10月，玻尔与妻子玛格丽特动身前往英格兰。1916年7月，在接受哥本哈根大学特意为他设立的理论物理学教授职位後，玻尔回到丹麦。虽然他的讲师职位被同时撤消，但他仍需继续向医学生讲授物理。当时的丹麦国王克里斯蒂安十世按照傳統公开会见了正在履新的玻尔。在会见过程中，国王将玻爾误认为其胞弟，而玻尔则直言不讳地进行澄清。这并不符合与王室成员公开会谈时的规矩，所以当时的气氛因而略显尴尬。

### 理论物理研究所
1917年4月，玻尔开始积极筹备组建理论物理研究所。他获得了丹麦政府、卡尔斯伯格基金会以及来自丹麦各行各业的私人捐助者的大力支持。有关筹建研究所的法案於1918年11月通过。研究所於1921年3月3日正式成立，并由玻尔担任主任。玻尔一家搬入研究所大樓的一楼裏居住。位于哥本哈根的这座研究所是二十世纪二三十年代间量子力学及其相关课题研究者的活动中心。当时世界上大多数的知名物理学家都曾來此与玻尔共事过一段时间。早期来访者包括来自荷兰的汉斯·克拉默、瑞典的奥斯卡·克莱因、匈牙利的乔治·德海韦西、波兰的沃伊切赫·鲁比诺维奇以及挪威的斯韦恩·罗斯兰。他们与玻尔成为了知交，并认为他是一位能力出众的共事者。克莱因和罗斯兰甚至在研究所正式开办前即發表了研究所的第一份报告。

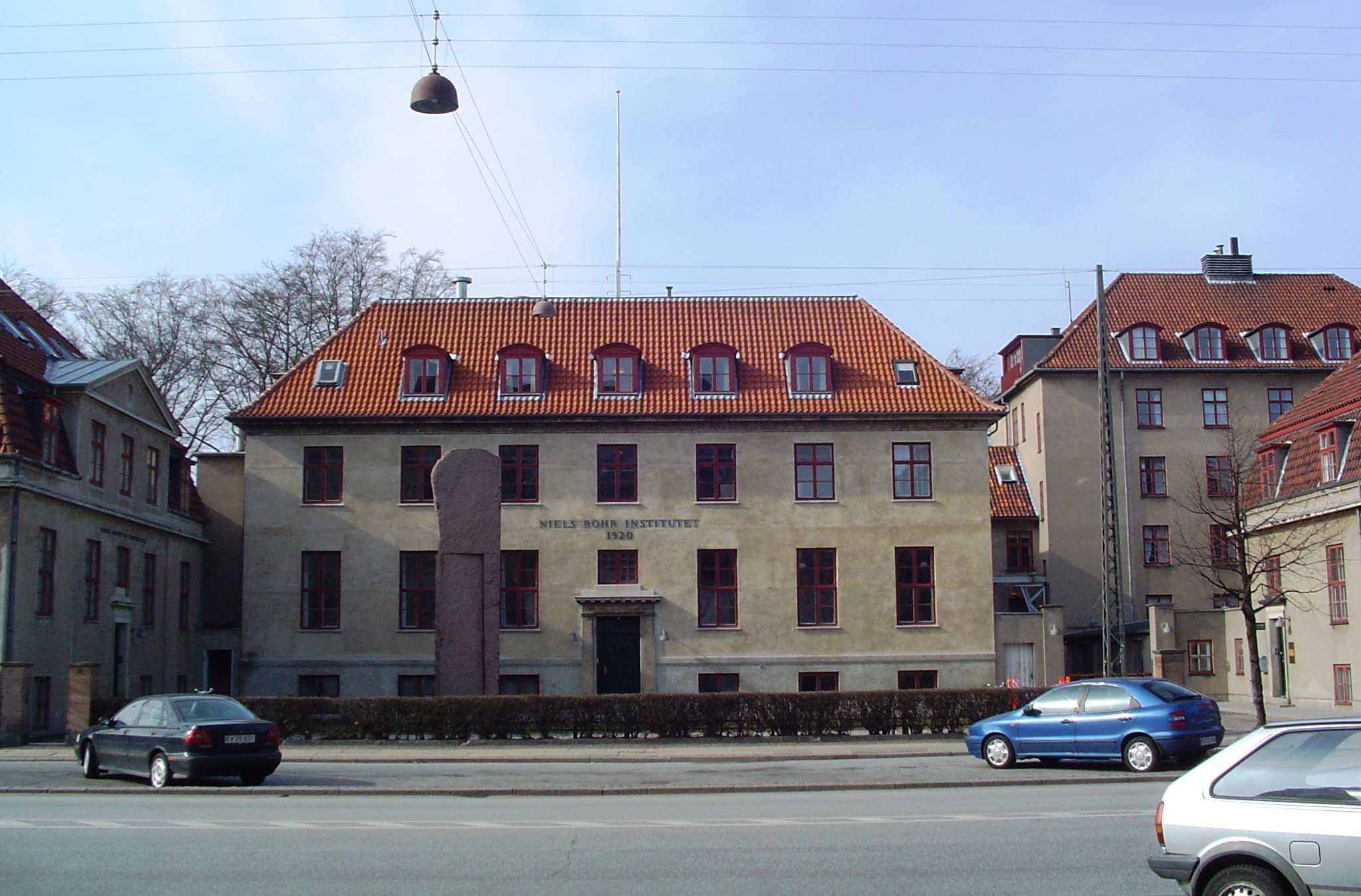
理论物理研究所（即现今的尼尔斯·玻尔研究所）

玻尔的模型對於氢原子相當適用，但对于结构更为复杂的原子则并不适用。1919年，玻尔開始舍弃了电子绕原子核做轨道运动的想法， 并使用启发法研究描述它们运动的方式。当时的化学家正苦于区分稀土元素，因为它们的化学性质非常相似。1924年，沃尔夫冈·泡利提出泡利不相容原理之後，这一问题有了重要进展。玻尔基于这一原理预言当时尚未发现的72号元素并非稀土元素，而是一种类锆元素。这一想法当即受到法国化学家乔治·佑尔班的質問。佑尔班当时声称已经发现了72号元素，并认为其为一种稀土元素。理论物理研究所的迪尔克·科斯特與德海韦西开始自行寻找72号元素以证明玻尔的想法是正确的。由于对于该元素的化学性质已有明確的预言，因而寻找该元素的难度并不像之前那么高。德海韦西等人试图在从哥本哈根矿物学博物馆得到的矿物样本中寻找这种类锆元素，并很快发现它的踪迹。他们将这元素命名为“铪”（拉丁語：hafnium）。这個名字源自哥本哈根的拉丁语名「Hafnia」。他们还发现铪元素比金元素分布得更广泛。
1922年，玻尔以“對原子結構以及從原子發射出的輻射的研究”获诺贝尔物理学奖。在获奖感言中，他詳述了当时旧量子论的原子结构和对应原理。对应原理闡明，在系统量子数非常大的情况下，对於系統的物理行為，利用量子理论所得到的結果應該与利用经典理论得到的结果非常近似。
由阿瑟·康普顿在1923年发现的康普顿散射令当时大多数的物理学家相信光是由光子组成的，并且在电子和光子发生碰撞时，能量和动量守恒。1924年，玻尔與荷蘭籍的克拉默以及当时与他们共事的美国物理学家约翰·斯莱特三人提出了玻尔–克拉默–斯莱特理论（简称为BKS理论）。由于没有进行定量的理論論述，因此這理論不能被人們视为完整的物理理论，只能被視為一種研究計劃。BKS理论是量子力學史裏基于旧量子论的架構去理解物质与电磁辐射间相互作用的最后一次尝试。由於BKS理论維持對於自由輻射場的經典連續性描述，但必將光子这一概念会被拋棄。。BKS理论令旧量子论理论基础所存在的困難再度受到关注。在BKS理论所主張的系统的能量与动量并不需要在每个相互作用中都守恒，它们只需在统计意义上总体守恒即可的論點，被瓦尔特·博特和汉斯·盖革隨後發表的实验结果所推翻。得知结果后，他对达尔文说：“唯一能做的就是盡可能体面地埋葬我们為（物理学的）革命而付出的辛劳。”

### 量子力学
由乔治·乌伦贝克和萨穆埃尔·古德斯米特在1925年11月引入的自旋概念是量子力学发展史上的一座里程碑。他們猜想，電子会像太陽系中的行星那样，除了會遵循舊量子論環繞著原子核進行“公轉”以外，還會進行类经典的“自轉”。玻尔次月为庆祝亨德里克·洛伦兹获得博士学位50周年而去造访莱顿。当火车行至汉堡时，沃尔夫冈·泡利与奥托·斯特恩特來与他会面，並询问他对于自旋理论的看法。玻尔表示，這个猜想非常有意思。但存在一个問題：在原子核的電場中移動的電子怎麼會因為感受到磁場的作用而形成精細結構？在萊頓的火車站，玻尔遇到保罗·埃伦费斯特和爱因斯坦。埃伦费斯特告诉他，愛因斯坦已经利用相对论找到这问题的解答。離開萊頓後，玻爾在哥廷根火車站與海森堡、帕斯库尔·约当碰面，並告訴他們這個好消息。海森堡提到，他好像曾經聽到過类似論述，但他不記得具体是誰在甚麼時候給出這一論述的。回程時，在柏林火車站，玻爾又遇到特別從漢堡乘火車過來的泡利。他很想知道玻爾是否已經找到答案。玻爾告訴了泡利详情。但泡利却认为這是一個「新的哥本哈根異端」。返家後，玻爾寫信給埃伦费斯特表示，自己已成為“电子磁福音中的先知”了。
海森堡於1924年首度來到哥本哈根，担任玻爾的研究助理。玻爾平时喜欢散步。玻爾時常會與海森堡在研究所附近找一個風景優美的鄉村，邊散步邊談話。他们不只談論物理，還談論幾乎任何其它事情。索末菲是具有傳統風格的德國教授，講究師生關係。與索末菲大不相同，玻爾很願意積極地與海森堡互相溝通。他觉得海森堡將會做出重大物理學貢獻。次年6月，海森堡返回哥廷根。之后不久，他发展出量子力学的数学基础。当海森堡向玻恩展示这個结果时，玻恩意识到其以矩阵的形式表述最为合适。物理学家將量子力学的此一表述稱為矩陣力學。海森堡的研究結果引起了英国物理学家保罗·狄拉克的注意。不久後，他也獨立發展出另一版本的量子力學表述。狄拉克於1926年9月拜訪哥本哈根，并在那裏逗留了6个月。玻爾偏好定性地論述，而狄拉克注重以方程式來論述。因此在學術方面，玻爾並沒有對狄拉克產生甚麼影響。同年，奥地利物理学家埃尔温·薛定谔尝试利用经典方式來詮釋量子力学，他找到描述微觀粒子物理行為的波動方程式，即著名的薛定諤方程式，并由此发展出量子力学的另一种表述，波動力學。这一工作令玻尔印象深刻。1926年，他邀請薛定諤来哥本哈根的丹麥物理協會演講。玻爾親自到火車站迎接薛定諤。在哥本哈根期間，玻爾與薛定諤熱烈地討論量子力學的各種論題，特別是在詮釋方面的論題。玻爾不能接受薛定諤以經典方式詮釋量子力學的嘗試，而薛定諤也不能接受量子跳躍與玻恩的統計詮釋。儘管如此，玻尔认为这种数学形式“清晰而简洁，与之前出现的量子力学表述形式相比，有了巨大进步”。

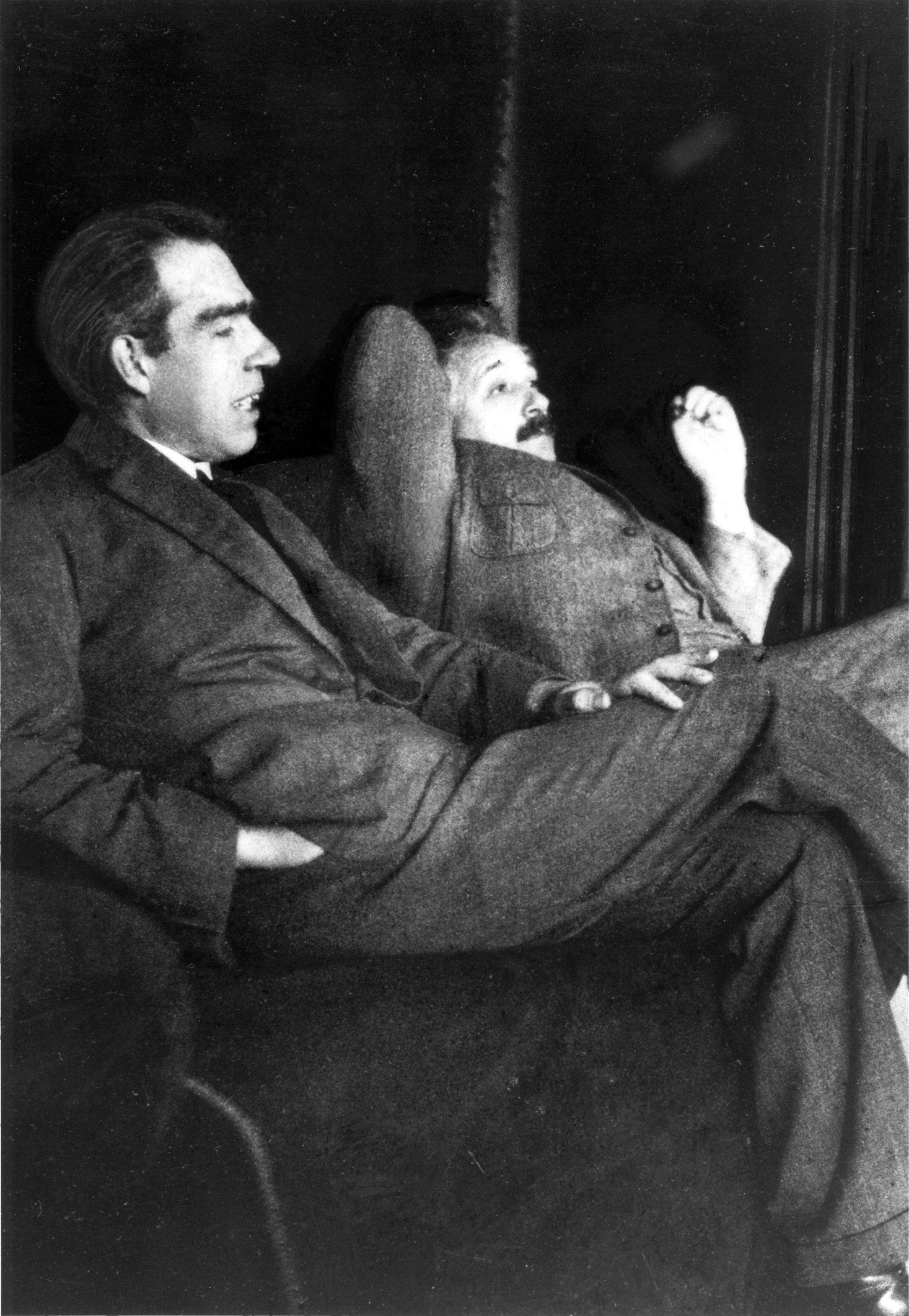
玻尔與愛因斯坦在討論問題（厄倫菲斯特攝於在萊頓的家中）

克拉默1926年离开研究所，担任乌得勒支大学的理论物理学教授。玻尔邀请海森堡回来接替克拉默位置。海森堡1926年至1927年担任哥本哈根大学讲师以及玻尔的助理。玻爾時常會在晚上八九點鐘時跑到海森堡的房間談論問題，一直談到三更半夜才罷休。有時，海森堡還會幫忙聽寫玻爾口述的論文或書信。
愛因斯坦曾於1909年提出，在描述光的物理行為时，必須將其波動性與粒子性都納入考量。1923年，路易·德布羅意假定物質粒子也都具有波粒二象性，即具有波動和粒子的雙重性質。這一論述後來稱為德布罗意假说。1927年，戴維森－革末實驗证实了德布罗意假说。這一系列重要發展促使玻爾與海森堡聚焦研究波粒二象性，可是，由於其極具難度，儘管絞盡腦汁研究探索，他們仍舊無法找到正確解答。1927年2月，玻尔在挪威疗养时構想出了互補原理。這一原理闡明，基於不同的实验框架，事物会表现出像波粒二象性这样明显对立的雙重性质。在同一段時期，海森堡也發展出不確定性原理。那年秋天，海森堡升遷為萊比錫大學的教授。從4月份開始，延續了一整個暑期，奧斯卡·克萊因負責聽寫玻爾口述與修改關於互補原理的論文。同年9月，在義大利科莫召開的伏打会议中，玻爾首次提出互補原理。從量子力学的新概念所衍生的哲学问题引起了广泛的争论。尽管为量子力学贡献良多，爱因斯坦對於這些新概念还是提出了諸多批評。互補原理也不在例外。爱因斯坦与玻尔后来就这些问题进行了旷日持久的论争，直到爱因斯坦去世。
嘉士伯酿酒厂的继承人卡尔·雅各布森於1914年将他的宅邸捐出，用作对科学、文学或是艺术做出最为杰出的贡献的丹麦人的荣誉居所（丹麥語：Æresbolig）。哈拉尔·许夫定是第一位住户，并一直居住至1931年7月其去世。随后，丹麦皇家科学院决定让玻尔住入。1932年，他们一家搬到了那里。1939年3月17日，玻尔當選丹麦皇家科学院院长。
查爾斯‧艾里斯从1927年完成的β衰变實驗中獲得了總結性結果：從β衰变釋出的電子所擁有的能量呈連續性分佈。兩年後，玻尔在寫給拉爾夫·福勒的信中表示，由於能量守恒定律源自於經典物理，因此可能不適用於量子理論，所以他建議放棄能量守恒定律。但1930年由泡利提出的中微子假说以及1932年由詹姆斯·查兌克发现的中子给出了另外一種可能解释。後來，恩里科·費米提出的費米理論對於整個β衰变的物理機制給出解釋：中子衰變為質子、電子與微中子。自此，玻爾不再堅持β衰变違反能量守恒。但中微子非常难以探测。直到五十年代中期，克萊德·科溫和弗雷德里克·萊因斯才從核反應爐的產物觀測到它的蹤跡。
從在曼彻斯特做博士后研究放射現象的時期開始，玻爾就對核子物理學情有獨鍾。1936年，在論文《中子俘獲與核子構造》裏，他提出复合核假说來解释原子核是如何俘获中子。之後數年，他與才華橫溢的助手弗里茨·凯尔卡尔（丹麥語：Fritz Kalckar）合作對这模型進一步研究。他們認為，原子核的物理行為与液滴类似：液滴的表面波與體波可以用來描述原子核的集體運動，而複合核的分解可以用分子從液滴表面蒸發來解釋。但很可惜的是，凯尔卡尔在1938年因腦出血猝然逝去，年僅28歲。玻尔感到非常痛心。
奥托·哈恩在1938年12月发现的核裂变现象。幾天後，莉泽·迈特纳與侄子奧托·弗里施對於這現象给出理论解释并进行了实验验证。這一發現引起了众多物理学家浓厚的兴趣。弗里施將這結果告訴玻爾，尋求他的意見。玻爾听到这个结果后表示同意，並且很驚奇為什麼自己先前沒有想到這結果。隔年1月，在第五届华盛顿理论物理学会议的開場演講之時，玻尔与费米共同發布了這消息，将这消息带到美国。過了幾天，玻爾與朋友在普林斯頓大學吃早餐時，遇到乔治·普拉切克并向他说所有有關鈾後元素悬而未决的问题都已有解答。普拉切克回應，还有一个问题尚未解决：實驗顯示，鈾元素的中子俘獲在25eV出現共振，但是其核分裂在25eV並未出現共振，而是在10eV出現共振。玻尔一時無言以對，他立刻決定返回研究室仔細研究這問題。在幾分鐘路程中，他深深地思考這問題。抵達研究室後，他告诉普列切克，莱昂·罗森菲尔德及约翰·惠勒，他已经知道为什么了。玻尔和惠勒提出了一种理论处理方法，并于同年发表在论文《核裂变的机制》中。翌年，约翰·邓宁通过实验证实了玻尔關於鈾元素和分裂的说法。

## 第二次世界大战
随着纳粹主义的崛起，很多学者或因其犹太出身或因与政府持不同政见而逃离了德国。1933年，洛克菲勒基金会专门划拨出款项来援助这些流亡的学者。同年5月，玻尔在造访美国时与洛克菲勒基金会当时的主席马克斯·迈森讨论了这个项目。玻尔提供这些流亡学者临时在他的研究所裡工作，给予他们资金援助，帮助他们获得洛克菲勒基金会的资助，并最终帮助他们在世界各地的研究所找到工作。他曾经帮助过的学者包括圭多·贝克、费利克斯·布洛赫、 詹姆斯·弗兰克、 乔治·德海韦西、奥托·罗伯特·弗里施、希尔德·利瓦伊、莉泽·迈特纳、乔治·普列切克、尤金·拉宾诺维奇、斯特凡·罗森塔尔、埃里希·恩斯特·施奈德、爱德华·泰勒、阿瑟·冯·希佩尔以及维克托·魏斯科普夫。
1940年4月，纳粹德国占领了丹麦。为了防止德国人发现马克斯·冯·劳厄以及詹姆斯·弗兰克的诺贝尔金质奖章，玻尔让德海韦西将它们溶解在王水中，并存放在研究所的书架上直至二战结束。战后，诺贝尔基金会利用从中析出的黄金重新铸造了两枚奖章。玻尔努力维持研究所的运营，但所有外籍学者此时都已经离开了。

### 与海森堡的会面

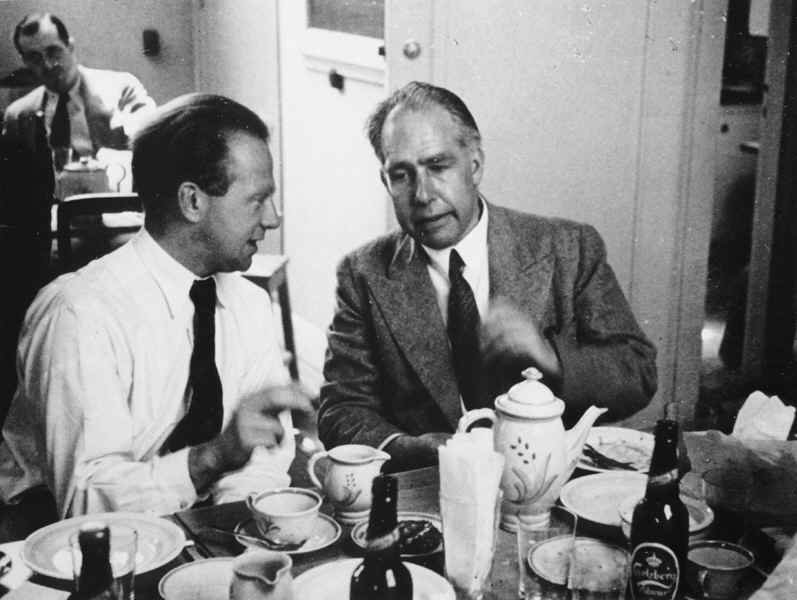
海森堡与玻尔于1934年哥本哈根会议

玻尔意识到了利用铀-235制造原子弹的可能性，并在战争爆发不久后向英国与丹麦当局说明了这一点，但他当时并不相信以当时的技术能提纯出足够的铀-235。1941年9月，已成为德国核武器开发计划首席科学家的海森堡拜访了身处哥本哈根的玻尔。在这次会面中，二人进行了一次私人谈话。但谈话的内容因来自各方大相径庭的描述而引起后世诸多的猜测。。
在海森堡1957年写给当时正在编著《比一千个太阳更耀眼：原子科学家们的个人史》的罗伯特·容克的信中，他说当时拜访哥本哈根的用意是想告诉玻尔一些德国科学家有关原子彈的看法：只有在耗費巨大資源的前提下，才有可能製造出原子彈。在那時，德國科學家高估了需要耗費的資源，这使得双方的科学家成為影響未來原子彈發展的決定性因素，因為他們可以讓納粹政府知道原子彈可能來不及用在戰場。然而，當海森堡透露這看法給玻爾知道時，玻爾感到無比震驚，玻爾以為海森堡想要將德國在製造原子彈上獲得重大成果的信息傳達給他。很可惜的是，海森堡無法澄清這誤解，他不能更直白地說出他心裡的話，因為納粹政府很可能會監聽到這些話，並且未來用為迫害他的不利證據；而玻爾已不再能夠信任他，玻爾懷疑他不是不誠實，就是被納粹政府利用了。很明顯地，這次會談並未達成海森堡的目的，海森堡很不滿意這次會談的效果。
当玻尔读到这本书的丹麦语译本中的相关章节后，他起草一封致海森堡的信。在信裡，他讓海森堡知道，海森堡對於那次會談的記憶有誤，他又作出解釋，在會談時為什麼对海森堡的德国能获得战争胜利以及德國能發展出原子武器的看法保持沉默是金的態度，這是因為他們應被視為在一場戰爭中的對立雙方代表，海森堡可能是過度緊張，因此把他的沉默誤認為震驚，如果他曾經表現出任何震驚的行為，那可能是因為他聽到有關德國正在參與一場原子武器競賽的消息，而並不是因為海森堡表示原子彈是可以被製成的。这封信并没有寄出。
迈克尔·弗莱恩在他1998年写的戏剧《哥本哈根》中探寻了海森堡与玻尔1941年的会面中可能发生了什么。2002年，由英国广播公司制作的该剧的电视电影版9月26日首次登上荧屏。

### 曼哈顿计划
1943年9月，玻尔和他的弟弟哈拉尔得到消息。由于他们的母亲埃伦·阿德勒·玻尔的犹太人出身，纳粹将他们一家认定为犹太人。他们因此面临被逮捕的危险。9月29日，丹麦抵抗组织帮助玻尔和他的妻子经海路逃至瑞典。次日，玻尔力劝瑞典国王古斯塔夫五世公開瑞典为犹太流亡者提供政治避难的政策。1943年10月2日，瑞典政府通过广播宣布已经准备好提供政治避难。随后，丹麦国民开始自发进行大规模的丹麦犹太人拯救运动。一些历史学家认为玻尔的行动是大规模拯救运动的直接诱因，而另外一些历史学家则认为玻尔尽管已为丹麦犹太人做了他所能做的一切，但他的行为并非這大规模行动的决定性原因。最终，七千余名丹麦犹太人逃到了瑞典。

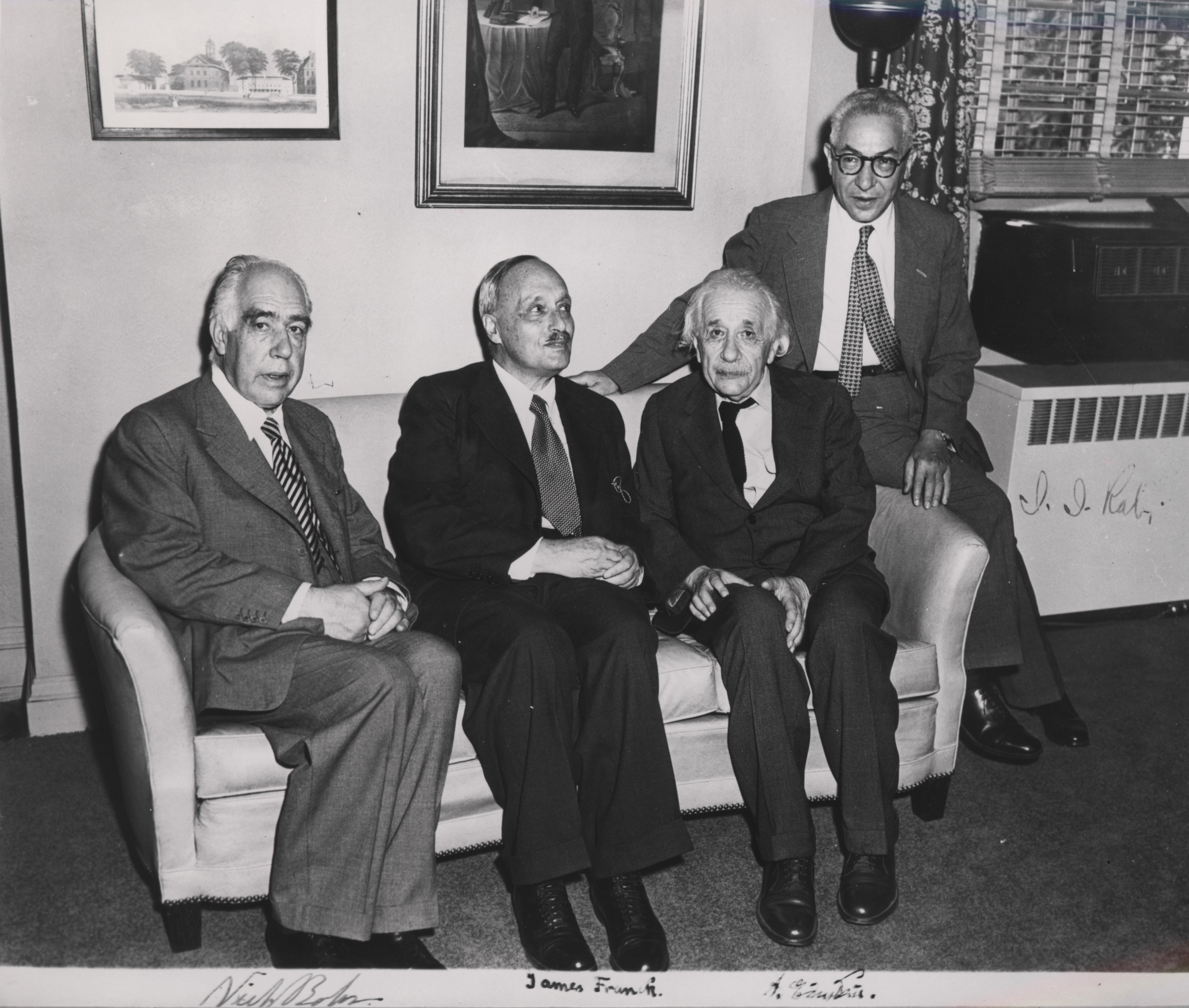
玻尔与詹姆斯·弗兰克、阿尔伯特·爱因斯坦及伊西多·拉比（自左至右）

当玻尔出逃的消息传到英国后，彻韦尔子爵向他发了份电报邀请他来英国。玻尔乘英国海外航空所属的一架德哈维兰蚊式轰炸机10月6日抵达苏格兰。為了用于装载珍贵物资或是重要乘客，这种不带武装的高速轰炸机被改造为小型运输机，由于飞行速度较快以及飞行高度较高，儘管当时挪威已被德国占领，它能夠穿过挪威上空而不被德国战斗机骚扰。在飞机的炸弹舱置放了一個褥垫，玻尔躺在褥垫上度过了3个小时的飛行航程。在飞行途中，由于飞行帽尺寸不合适，玻尔没有把飞行帽带上，因此没有听到飞行员指示把氧气面罩带上，这导致了飞机在飞经挪威上空時，由於爬升至較高的飛行高度，玻尔因高空缺氧而晕了过去。飞机飞到北海上空後，由於飞行高度略微下降，他才醒过来。玻尔的儿子奥格一周后乘另一个航班抵达英国，并成为他的个人助理。
玻尔受到了詹姆斯·查德威克以及韦弗利子爵的热情接待，但出于安全因素考量，玻尔并没有出现在公众视野里。他被安排住在圣詹姆斯宫的一个公寓裡。并与合金管工程团队共事。玻尔惊讶于当时核武器的发展进度。查德威克安排玻尔以合金管工程顾问的身份访问美国，奥格担任他的助手。1943年12月8日，玻尔到达华盛顿。在那裡，他与主持曼哈顿计划的莱斯利·格罗夫斯中将进行了会面。随后他又拜访了当时身处普林斯顿高等研究院的爱因斯坦与泡利，并前往当时正负责核武器研发的洛斯阿拉莫斯国家实验室。出于安全因素考量，官方为玻尔父子取了化名。玻尔的化名為尼古拉斯·贝克，他的儿子奥格的化名為詹姆斯·贝克。
玻尔并没有留在洛斯阿拉莫斯。但在之后两年，他又多次访问那里。罗伯特·奥本海默称玻尔“对于那些年轻人来说就像是科学事业上的父亲一样”。这些年轻人中就包括物理学家理查德·费曼。玻尔曾说：“他们在制作原子弹这件事上并不需要我的帮助。”但奥本海默认为玻尔在调制中子起爆器的研制上做出了重要的贡献。奥本海默说：“这个装置一直是个难题。但1945年2月经玻尔说明后，一切就变得十分清楚了。”
玻尔很早就意识到核武器会改变国际关系格局。1944年4月，他收到了彼得·卡皮察的来信。这封信是在玻尔还在瑞典时写的。信中卡皮察邀请玻尔到苏联来，并告知玻尔苏联已经意识到了英美的核计划并力争赶上两国的进度。玻尔在给卡皮查的回信中不置可否，并在寄出前交给英国当局审阅。1944年5月16日，玻尔面见温斯顿·丘吉尔，却发现与他意见迥异。丘吉尔并不赞同将核计划向苏联公开的想法。他在一封信中写道：“玻尔的活动应该受到限制，否则他很快就要到道德犯罪的边缘了。”
奥本海默建议玻尔面见富兰克林·罗斯福总统，说服他与苏联共享曼哈顿计划以加快研发进度。玻尔的朋友，时任美国最高法院大法官的费利克斯·弗兰克福特将玻尔的意见告知总统。罗斯福1944年8月26日会见了玻尔，并建议他回英国，尝试去说服英国当局。当丘吉尔和罗斯福1944年9月19日在海德公园会面时，决定不将核计划公之于众。而在他们谈话的备忘录中，还附加了这样的条款：“应该对玻尔教授的行动加以关注，并确保他能承担不泄密的责任，特别是对俄国人。”
1950年6月，玻尔在写给联合国的一封公开信中呼吁国际社会就和平利用核能进行合作。1950年代，在苏联进行第一次核试验后，在国际原子能机构所採納的防止核武器擴散措施中可以找到玻爾的一些點子。1957年，玻尔获得了首次颁发的原子和平奖。

## 晚年

尼尔斯·玻尔的纹章

随着第二次世界大战告终，玻尔在1945年8月25日回到了哥本哈根，并于9月21日重新當选为丹麦皇家科学院院长。1947年10月17日，在克里斯蒂安十世的追悼仪式上，国王弗雷德里克九世宣布授予玻尔大象勋章。通常只有王室成员和国家元首能获此殊荣。国王说这一荣誉不仅仅只是授予玻尔个人，更是授予整个丹麦科学界。玻尔设计了自己的纹章。纹章中附有太极图以及格言“对立即互补”（拉丁語：contraria sunt complementa）。
在第二次世界大战之後，各國政府發現，自然科学亟需大量的财力和物力的支持，特别是在物理領域。为避免人才进一步外流到美国，欧洲核子研究组织（简称CERN）被迅速組建發展，這是一所高能量實驗室，專注於對於物質的最小組分與他們所感受到的基礎力做理論與實驗研究。為了趕上其它國家的物理水準，並且發現新物理現象，CERN必須承担更为庞大的大科学项目，即建造能量更高的新一代粒子加速器。在选址方面。玻尔和克拉默认为位于哥本哈根的研究所会是一个理想的场所。但主持前期讨论的皮埃尔·奥格并不同意。他认为玻尔的研究所已经不再是最一流的研究所了，而且玻尔的存在会掩过其他的科学家。经过长期的争论后，玻尔在1952年二月表示愿意向CERN提供援助。同年十月，CERN的地址被選定在日内瓦。在當地的研究设施就绪前，CERN的研究机构一直在哥本哈根作業至1957年。后来就任CERN主任的维克托·魏斯科普夫说：“也许有其他人来构想和创建CERN。但如果没有一个人的支持，其他人的热情和才智都是远远不够的。”
1957年，斯堪的纳维亚国家成立了北欧理论物理研究所，由玻尔担任其主任。1956年2月，玻尔还参与了丹麦原子能委员会里瑟研究部的创建，并出任了其首任主任。
玻尔1962年因心臟衰竭在他的家中去世。他的遗体被火化。他的骨灰与他父母、弟弟以及长子克里斯蒂安的骨灰一起安葬在位于哥本哈根阿西斯滕斯公墓的家族墓地中。多年后，他妻子的骨灰也被安葬在那裡。1965年10月7日，玻尔冥诞80周年之际，理论物理研究所正式更名为尼尔斯·玻尔研究所。

## 所获荣誉
玻尔一生获得荣誉無數。除了诺贝尔奖之外，他还获得了休斯奖章（1921年）、马泰乌奇奖章（1923年）、富兰克林奖章（1926年）、科普利奖章（1938年）、大象勋章（1947年）、原子和平奖（1957年）以及桑宁奖（1961年）。1923年，他成为荷兰皇家科学院的外籍院士。1963年，丹麦举行了玻尔模型发表五十周年的纪念活动并发行了纪念邮票。邮票中绘有玻尔的肖像以及氢原子能级差公式：{\displaystyle h\nu =\epsilon _{2}-\epsilon _{1}\,}。其他一些国家也发行了玻尔的纪念邮票。1997年，丹麦国家银行发行了绘有玻尔肖像的500丹麦克朗纸钞。小行星3948以及月球上的一个环形山是以他的名字命名的。107号元素𨨏也是以他的名字命名的。

## 著述
- Bohr, Niels. Nielsen, J. Rud , 编. . Niels Bohr Collected Works. Amsterdam: Elsevier. 2008. ISBN 978-0-444-53286-2. OCLC 272382249.
- ——. Hoyer, Ulrich , 编. . Niels Bohr Collected Works. Amsterdam: Elsevier. 2008. ISBN 978-0-444-53286-2. OCLC 272382249.
- ——. Nielsen, J. Rud , 编. . Niels Bohr Collected Works. Amsterdam: Elsevier. 2008. ISBN 978-0-444-53286-2. OCLC 272382249.
- ——. Nielsen, J. Rud , 编. . Niels Bohr Collected Works. Amsterdam: Elsevier. 2008. ISBN 978-0-444-53286-2. OCLC 272382249.
- ——. Stolzenburg, Klaus , 编. . Niels Bohr Collected Works. Amsterdam: Elsevier. 2008. ISBN 978-0-444-53286-2. OCLC 272382249.
- ——. Kalckar, Jørgen , 编. . Niels Bohr Collected Works. Amsterdam: Elsevier. 2008. ISBN 978-0-444-53286-2. OCLC 272382249.
- ——. Kalckar, Jørgen , 编. . Niels Bohr Collected Works. Amsterdam: Elsevier. 2008. ISBN 978-0-444-53286-2. OCLC 272382249.
- ——. Thorsen, Jens , 编. . Niels Bohr Collected Works. Amsterdam: Elsevier. 2008. ISBN 978-0-444-53286-2. OCLC 272382249.
- ——. Peierls, Rudolf , 编. . Niels Bohr Collected Works. Amsterdam: Elsevier. 2008. ISBN 978-0-444-53286-2. OCLC 272382249.
- ——. Favrholdt, David , 编. . Niels Bohr Collected Works. Amsterdam: Elsevier. 2008. ISBN 978-0-444-53286-2. OCLC 272382249.
- ——. Aaserud, Finn , 编. . Niels Bohr Collected Works. Amsterdam: Elsevier. 2008. ISBN 978-0-444-53286-2. OCLC 272382249.
- ——. Aaserud, Finn , 编. . Niels Bohr Collected Works. Amsterdam: Elsevier. 2008. ISBN 978-0-444-53286-2. OCLC 272382249.
- ——. Aaserud, Finn , 编. . Niels Bohr Collected Works. Amsterdam: Elsevier. 2008. ISBN 978-0-444-53286-2. OCLC 272382249.

## 脚注

### 引注
1. 1 2  Cockcroft 1963.
2. ↑  西蒙·布莱克本著，梁曼莉译. . 译林出版社. 2022-09: 4. ISBN 978-7-5447-9308-7.
3. ↑  CERN Courier 1985.
4. 1 2  Coppenhagen Police.
5. ↑  Pais 1991，第35–39頁.
6. ↑  Pais 1991，第44–45, 538–539頁.
7. ↑  Dart 2005.
8. ↑  Niels Bohr Institute a.
9. 1 2  Niels Bohr Institute b.
10. ↑  Pais 1991，第98–99頁.
11. ↑  Rhodes 1986，第62–63頁.
12. ↑  Pais 1991，第101–102頁.
13. ↑  Aaserud & Heilbron 2013，第155頁.
14. ↑  Rhodes 1986，第60頁.
15. 1 2  Faye 1991，第37頁.
16. ↑  Stewart 2010，第416頁.
17. ↑  Aaserud & Heilbron 2013，第110頁.
18. ↑  Aaserud & Heilbron 2013，第159–160頁.
19. ↑  Favrholdt 1992，第42–63頁.
20. ↑  Richardson & Wildman 1996，第289頁.
21. ↑  Pais 1991，第107–109頁.
22. ↑  Kragh 2012，第43-45頁.
23. ↑  Pais 1991，第112頁.
24. ↑  Pais 1991，第133–134頁.
25. 1 2  Pais 1991，第226, 249頁.
26. ↑  Stuewer 1985，第204頁.
27. ↑  Nobelprize.org.
28. ↑  Sports-Reference.com.
29. ↑  Kragh 2012，第122頁.
30. ↑  Kennedy 1985，第6頁.
31. ↑  Pais 1991，第117–121頁.
32. ↑  Pais 1991，第121–125頁.
33. 1 2 3  Kennedy 1985，第7頁.
34. ↑  Pais 1991，第124–129頁.
35. ↑  Pais 1991，第134–135頁.
36. ↑  Bohr 1913a.
37. 1 2  Bohr 1913b.
38. ↑  Bohr 1913c.
39. ↑  Pais 1991，第149頁.
40. ↑  Kragh 2012，第22-27頁.
41. ↑  Darwin 1912.
42. ↑  Arabatzis 2006，第118頁.
43. ↑  Kragh 1985，第50–67頁.
44. ↑  Heilbron 1985，第39–47頁.
45. ↑  Heilbron 1985，第43頁.
46. 1 2  Pais 1991，第146–149頁.
47. ↑  Pais 1991，第152–155頁.
48. ↑  Kragh 2012，第109–111頁.
49. ↑  Kragh 2012，第90–91頁.
50. ↑  Kragh 2012，第39頁.
51. ↑  Pais 1991，第166–167頁.
52. ↑  Pais 1991，第164–167頁.
53. ↑  Niels Bohr Institute c.
54. 1 2  Pais 1991，第169–171頁.
55. ↑  Kennedy 1985，第9, 12, 13, 15頁.
56. ↑  Hund 1985，第71–73頁.
57. ↑  Kragh 1985，第61–64頁.
58. ↑  Pais 1991，第202–210頁.
59. ↑  Pais 1991，第215頁.
60. ↑  Bohr 1985，第91–97頁.
61. ↑  Bohr, Kramers & Slater 1924.
62. ↑  Pais 1991，第232–239頁.
63. ↑  Pais 1982，第419頁.
64. ↑  Pais 1982，第418–419頁.
65. ↑  Jammer 1989，第188頁.
66. ↑  Pais 1991，第237頁.
67. ↑  Pais 1991，第238頁.
68. ↑  Pais 1991，第243頁.
69. ↑  Pais 1991，第242–243頁.
70. ↑  Kumar 2011，第184–185頁.
71. ↑  James 2004，第346–347頁.
72. ↑  Pais 1991，第275–279頁.
73. ↑  Pais 1991，第295–299頁.
74. ↑  Pais 1991，第263頁.
75. ↑  Pais 1991，第296–297頁.
76. ↑  Pais 1991，第301–302頁.
77. ↑  Kumar 2011，第229–230頁.
78. ↑  MacKinnon 1985，第112–113頁.
79. ↑  Pais 1991，第311頁.
80. ↑  Dialogue 1985，第121–140頁.
81. ↑  Pais 1991，第332–333頁.
82. ↑  Pais 1991，第464–465頁.
83. ↑  Pais 1991，第366–370頁.
84. ↑  Pearson 2015.
85. ↑  Pais 1991，第337–340頁.
86. ↑  Bohr 1937.
87. 1 2  Stuewer 1985，第211–216頁.
88. ↑  Tuve 1939.
89. ↑  Pais 1991，第456頁.
90. ↑  Rhodes 1986，第287–314頁.
91. ↑  Bohr & Wheeler 1939.
92. ↑  Pais 1991，第382–386頁.
93. ↑  Pais 1991，第476頁.
94. ↑  Pais 1991，第480–481頁.
95. ↑  Gowing 1985，第267–268頁.
96. ↑  Frisch & Wheeler 1967.
97. ↑  Pais 1991，第483頁.
98. ↑  Heisenberg.
99. 1 2  Aaserud 2002.
100. 1 2  Powers 2000，第120-128頁.
101. ↑  The Complete Review.
102. ↑  Horizon 1992.
103. ↑  Rozental 1967，第168頁.
104. 1 2  Rhodes 1986，第483–484頁.
105. ↑  Hilberg 1961，第596頁.
106. ↑  Kieler 2007，第91–93頁.
107. ↑  Stadtler, Morrison & Martin 1995，第136頁.
108. ↑  Pais 1991，第479頁.
109. ↑  Powers 2000，第235頁.
110. ↑  Thirsk 2006，第374頁.
111. ↑  Rife 1999，第242頁.
112. ↑  Medawar & Pyke 2001，第65頁.
113. ↑  Jones 1978，第474–475頁.
114. 1 2  Jones 1985，第280–282頁.
115. 1 2  Pais 1991，第491頁.
116. ↑  Farmelo 2013，第248頁.
117. ↑  Cockcroft 1963，第46頁.
118. ↑  Pais 1991，第498–499頁.
119. ↑  Gowing 1985，第269頁.
120. 1 2  Pais 1991，第497頁.
121. ↑  Pais 1991，第496頁.
122. ↑  Gowing 1985，第270頁.
123. ↑  Gowing 1985，第271頁.
124. ↑  Aaserud 2006，第708頁.
125. ↑  Powers 2000，第473頁.
126. ↑  Rhodes 1986，第528–538頁.
127. ↑  Aaserud 2006，第707–708頁.
128. ↑  U.S. Government 1972，第492–493頁.
129. ↑  Aaserud 2006，第708–709頁.
130. ↑  Bohr 1950a.
131. ↑  Bohr 1950b.
132. ↑  Pais 1991，第515–518頁.
133. ↑  Gowing 1985，第276頁.
134. ↑  Craig-McCormack.
135. ↑  Pais 1991，第504頁.
136. ↑  Pais 1991，第166, 466–467頁.
137. 1 2  Wheeler 1985，第224頁.
138. ↑  Copenhagen.
139. ↑  Pais 1991，第519–522頁.
140. ↑  Pais 1991，第521頁.
141. ↑  Weisskopf 1963.
142. ↑  Pais 1991，第523–525頁.
143. ↑  CERN Courier 1962.
144. ↑  Pais 1991，第529頁.
145. ↑  Niels Bohr Institute d.
146. ↑  Reinhard 1998.
147. 1 2 3  Soylent Communications.
148. ↑  Franklin Institute.
149. ↑  Royal Netherlands Academy of Arts and Sciences.
150. ↑  Kennedy 1985，第10–11頁.
151. ↑  Danmarks Nationalbank 2005，第20–21頁.
152. ↑  Klinglesmith et al. 2013.
153. ↑  IUPAC 1997.

### 书籍
- [Register cards of the Police]. Copenhagen: Københavns Stadsarkiv. 1892-06-07. Station Dødeblade (indeholder afdøde i perioden). Filmrulle 0002. Registerblad 3341. ID 3308989. （原始内容存档于2014-11-29） （丹麦语）.
- Pais, Abraham. . Oxford: Clarendon Press. 1991. ISBN 978-0-19-852049-8 （英语）.
- Rhodes, Richard. . New York: Simon and Schuster. 1986. ISBN 978-0-671-44133-3 （英语）.
- Aaserud, Finn; Heilbron, J. L. . Oxford: Oxford University Press. 2013. ISBN 978-0-19-968028-3 （英语）.
- Kragh, Helge. . Oxford: Oxford University Press. 2012. ISBN 978-0-19-965498-7. OCLC 769989390 （英语）.
- Stuewer, Roger H. . French, A. P.; Kennedy, P. J.  (编). . Cambridge, Massachusetts: Harvard University Press. 1985: 197–220. ISBN 978-0-674-62415-3 （英语）.
- Kennedy, P. J. . French, A. P.; Kennedy, P. J.  (编). . Cambridge, Massachusetts: Harvard University Press. 1985: 3–15. ISBN 978-0-674-62415-3 （英语）.
- Arabatzis, Theodore. . University of Chicago Press. 2006  [2015-09-06]. ISBN 978-0-226-02420-2. （原始内容存档于2016-05-17） （英语）.
- Hund, Friedrich. . French, A. P.; Kennedy, P. J.  (编). . Cambridge, Massachusetts: Harvard University Press. 1985: 71–75. ISBN 978-0-674-62415-3 （英语）.
- Heilbron, John L. . French, A. P.; Kennedy, P. J.  (编). . Cambridge, Massachusetts: Harvard University Press. 1985: 33–49. ISBN 978-0-674-62415-3 （英语）.
- Pais, Abraham. . Oxford University Press. 1982. ISBN 978-0-19-152402-8 （英语）.
- Jammer, Max. . Los Angeles: Tomash Publishers. 1989. ISBN 0-88318-617-9. OCLC 19517065 （英语）.
- Kumar, Manjit.  Reprint. W. W. Norton & Company. 2011. ISBN 978-0393339888 （英语）.
- James, Ioan. . Cambridge University Press. 2004. ISBN 0-521-81687-4 （英语）.
- MacKinnon, Edward. . French, A. P.; Kennedy, P. J.  (编). . Cambridge, Massachusetts: Harvard University Press. 1985: 101–120. ISBN 978-0-674-62415-3 （英语）.
- Bohr, Niels. . French, A. P.; Kennedy, P. J.  (编). . Cambridge, Massachusetts: Harvard University Press. 1985: 91–97 [1922]. ISBN 978-0-674-62415-3 （英语）.
- Bohr, Niels. . French, A. P.; Kennedy, P. J.  (编). . Cambridge, Massachusetts: Harvard University Press. 1985: 121–140 [1949]. ISBN 978-0-674-62415-3 （英语）.
  - 节选自：Bohr, Niels. . Paul Arthur Schilpp  (编). . Evanston, Illinois: Library of Living Philosophers. 1949: 208–241  [2015-09-06]. （原始内容存档于2016-04-30） （英语）.
- Favrholdt, David. . Copenhagen: Munksgaard. 1992. ISBN 978-87-7304-228-1 （英语）.
- Faye, January. . Dordrecht: Kluwer Academic Publishers. 1991. ISBN 978-0-7923-1294-9 （英语）.
- Gowing, Margaret. . French, A. P.; Kennedy, P. J.  (编). . Cambridge, Massachusetts: Harvard University Press. 1985: 266–277. ISBN 978-0-674-62415-3 （英语）.
- Heisenberg, Elisabeth. . Boston: Birkhauser. 1984. ISBN 978-0-8176-3146-8 （英语）.
- Hilberg, Raul.  2. New Haven, Connecticut: Yale University Press. 1961. ISBN 978-0-300-09557-9 （英语）.
- Jones, R . V. . London: Hamilton. 1978. ISBN 0-241-89746-7. OCLC 3717534 （英语）.
- Jones, R. V. . French, A. P.; Kennedy, P. J.  (编). . Cambridge, Massachusetts: Harvard University Press. 1985: 278–287. ISBN 978-0-674-62415-3 （英语）.
- Kieler, Jørgen. . Translated from the Danish by Eric Dickens. Jerusalem: Gefen Publishing House. 2007. ISBN 978-965-229-397-8 （英语）.
- Kragh, Helge. . French, A. P.; Kennedy, P. J.  (编). . Cambridge, Massachusetts: Harvard University Press. 1985: 50–67. ISBN 978-0-674-62415-3 （英语）.
- Medawar, Jean; Pyke, David. . New York: Arcade Publishing. 2001. ISBN 1-55970-564-7 （英语）.
- Richardson, W. Mark; Wildman, Wesley J. (编). . London, New York: Routledge. 1996. ISBN 978-0-415-91667-7 （英语）.
- Rife, Patricia. . Boston: Birkhäuser. 1999. ISBN 0-8176-3732-X （英语）.
- Rozental, Stefan. . Amsterdam: North-Holland. 1967. ISBN 978-0-444-86977-7 （英语）. Previously published by John Wiley & Sons in 1964.
- Stadtler, Bea; Morrison, David Beal; Martin, David Stone. . West Orange, New Jersey: Behrman House. 1995. ISBN 978-0-87441-578-0 （英语）.
- Stewart, Melville Y. . Maiden, Massachusetts: John Wiley & Sons. 2010. ISBN 978-1-4051-8921-7 （英语）.
- Thirsk, Ian. . Manchester: MBI Publishing Company. 2006. ISBN 0-85979-115-7 （英语）.
- . Foreign Relations of the United States. Washington, D.C.: U.S. Government Printing Office. 1972. OCLC 631921397 （英语）.
- Wheeler, John A. . French, A. P.; Kennedy, P. J.  (编). . Cambridge, Massachusetts: Harvard University Press. 1985: 221–226. ISBN 978-0-674-62415-3 （英语）.
- (PDF). Danmarks Nationalbank. 2005  [2010-09-07]. ISBN 978-87-87251-55-6. （原始内容 (PDF)存档于2011-05-23） （英语）.
- Powers, Thomas. . 2000. ISBN 978-0-306-81011-4 （英语）.
- Farmelo, Graham. . Basic Books. 2013. ISBN 978-0-465-06989-7 （英语）.

### 会议论文
- Aaserud, Finn. Kokowski, M. , 编.  (PDF). Proceedings of the 2nd ICESHS. Cracow: 706–709. 2006  [2011-06-26]. （原始内容存档 (PDF)于2011-09-02） （英语）.

### 期刊杂志
- Cockcroft, J. D.  (PDF). Biographical Memoirs of Fellows of the Royal Society. 1963, 9: 36–53  [2015-11-27]. doi:10.1098/rsbm.1963.0002. （原始内容存档 (PDF)于2016-01-08） （英语）.
- . CERN Courier. 1985, 25 (10): 430–432  [2015-09-05]. （原始内容存档于2017-10-24） （英语）.
- Bohr, Niels.  (PDF). Philosophical Magazine. 1913a, 26 (151): 1–24  [2015-09-06]. doi:10.1080/14786441308634955. （原始内容存档 (PDF)于2019-04-04） （英语）.
- Bohr, Niels.  (PDF). Philosophical Magazine. 1913b, 26 (153): 476–502  [2015-09-06]. doi:10.1080/14786441308634993. （原始内容存档 (PDF)于2018-08-27） （英语）.
- Bohr, Niels. . Philosophical Magazine. 1913c, 26 (155): 857–875. doi:10.1080/14786441308635031 （英语）.
- Darwin, Charles Galton. . Philosophical Magazine. 1912, 23 (138): 901–920. ISSN 1941-5982. doi:10.1080/14786440608637291 （英语）.
- Bohr, Niels; Wheeler, John Archibald.  (PDF). Physical Review. 1939, 56 (5): 426–450  [2015-09-06]. Bibcode:1939PhRv...56..426B. doi:10.1103/PhysRev.56.426. （原始内容存档 (PDF)于2015-09-24） （英语）.
- Bohr, Niels. . Science. 1937-08-20, 86 (2225): 161–165. Bibcode:1937Sci....86..161B. doi:10.1126/science.86.2225.161 （英语）.
- Pearson, J. Michael. . Physics Today. 2015, 68 (6): 40–45  [2015-09-28]. （原始内容存档于2015-09-29） （英语）.
- Bohr, N.; Kramers, H.A.; Slater, J.C. . Philosophical Magazine. 6. 1924, 76 (287): 785–802. doi:10.1080/14786442408565262 （英语）.
- Bohr, Niels. . Impact of Science on Society. 1950-06-09, I (2): 68  [2012-06-12]. （原始内容存档于2013-03-08） （英语）.
- Bohr, Niels. . Bulletin of the Atomic Scientists. 1950-07, 6 (7): 213–219  [2011-06-26]. （原始内容存档于2013-06-02） （英语）.
- Weisskopf, Victor. . CERN Courier. 1963-07, 2 (11): 89  [2015-09-07]. （原始内容存档于2018-08-17） （英语）.
- . CERN Courier. 1962-11, 2 (11): 10  [2015-09-07]. （原始内容存档于2018-08-17） （英语）.
- Reinhard, Stock. . CERN Courier. 1998-10, 38 (7): 19  [2015-09-07]. （原始内容存档于2017-10-24） （英语）.
- Klinglesmith, Daniel A., III; Risley, Ethan; Turk, Janek; Vargas, Angelica; Warren, Curtis; Ferrero, Andera.  (PDF). Minor Planet Bulletin. 2013, 40 (1): 15  [2013-02-28]. Bibcode:2013MPBu...40...15K. （原始内容 (PDF)存档于2013-06-03） （英语）.
- . Pure and Applied Chemistry. 1997, 69 (12): 2472. doi:10.1351/pac199769122471 （英语）.
- Frisch, Otto; Wheeler, John. . Physics Today. 1967, 20 (11): 43–52  [2017-02-20]. doi:10.1063/1.3034021. （原始内容存档于2017-02-20） （英语）.
- Tuve, M. A. . Science. 1939, 89 (2305): 202–203  [2017-03-08]. doi:10.1126/science.89.2305.202. （原始内容存档于2017-03-08）.

### 新闻
- Dart, James. . The Guardian (London). 2005-07-27  [2011-06-26]. （原始内容存档于2011-05-21） （英语）.
- [Professor Bohr arrived in Moscow]. De frie Danske. 1944-05: 7  [2014-11-18]. （原始内容存档于2018-11-16） （丹麦语）.

### 网络
- . Niels Bohr Institute.   [2013-02-14]. （原始内容存档于2013-10-04） （英语）.
- . Niels Bohr Institute.   [2013-02-14]. （原始内容存档于2013-10-04） （英语）.
- . Nobelprize.org.   [2011-11-10]. （原始内容存档于2015-11-15） （英语）.
- . Sports-Reference.com.   [2013-02-12]. （原始内容存档于2013-02-06） （英语）.
- Aaserud, Finn. . Niels Bohr Institute.   [2008-05-11]. （原始内容存档于2008-04-05） （英语）.
- Portal Jutarnji.hr.  [My Life with the 20th century Nobel Prizewinners]. Jutarnji list. 2006-03-19  [2007-08-13]. （原始内容存档于2009-06-28） （克罗地亚语）.
- Heisenberg, Werner. . The Manhattan Project Heritage Preservation Association, Inc.   [2006-12-21]. （原始内容存档于2006-10-17） （英语）.
- Aaserud, Finn. . Niels Bohr Archive. 2002-02-06  [2007-06-04]. （原始内容存档于2017-02-17） （英语）.
- . The Complete Review.   [2013-02-27]. （原始内容存档于2013-04-29） （英语）.
- Craig-McCormack, Elizabeth.  (PDF). Massachusetts Institute of Technology.   [2013-02-28]. （原始内容 (PDF)存档于2010-03-11） （英语）.
- . University of Copenhagen. 1947-10-17  [2007-03-16]. （原始内容存档于2011-07-16） （丹麦语）.
- . Niels Bohr Institute.   [2013-02-28]. （原始内容存档于2003-06-08） （英语）.
- . NNDB. Soylent Communications.   [2013-10-21]. （原始内容存档于2013-10-07） （英语）.
- . Franklin Institute.   [2013-10-21]. （原始内容存档于2014-08-14） （英语）.
- . Royal Netherlands Academy of Arts and Sciences.   [2015-07-21]. （原始内容存档于2015-09-23） （荷兰语）.

### 影像资料
- (Documentary). BBC 2. 1992-02-24  [2015-11-27]. （原始内容存档于2015-12-08） （英语）. （页面存档备份，存于）